# Liste der Kulturdenkmale in Dörnick
In der Liste der Kulturdenkmale in Dörnick sind alle Kulturdenkmale der schleswig-holsteinischen Gemeinde Dörnick (Kreis Plön) und ihrer Ortsteile aufgelistet (Stand: 10. März 2025).

## Legende
In den Spalten befinden sich folgende Informationen:
- Objekt-ID: die Nummer des Kulturdenkmales
- Lage: die Adresse des Kulturdenkmales und die geographischen Koordinaten. Kartenansicht, um Koordinaten zu setzen. In der Kartenansicht sind Kulturdenkmale ohne Koordinaten mit einem roten Marker dargestellt und können in der Karte gesetzt werden. Kulturdenkmale ohne Bild sind mit einem blauen Marker gekennzeichnet, Kulturdenkmale mit Bild mit einem grünen Marker.
- Offizielle Bezeichnung: Bezeichnung des Kulturdenkmales
- Beschreibung: die Beschreibung des Kulturdenkmales
- Bild: ein Bild des Kulturdenkmales

## Bauliche Anlagen
| Objekt-ID     | Lage                                     | Offizielle Bezeichnung                     | Beschreibung | Bild                             |
| ------------- | ---------------------------------------- | ------------------------------------------ | --- | -------------------------------- |
| 9570 Wikidata | Koppelsberg (54° 9′ 9″ N, 10° 23′ 23″ O) | Kirche auf dem Koppelsberg mit Ausstattung | Die Kapelle auf dem Koppelsberg wurde in der Zeit von 1953 bis 1955 errichtet. Alteintragung (Aktualisierung vorgesehen) - Begründung: geschichtlich, künstlerisch, städtebaulich - Schutzumfang: gesamtes Objekt - Denkmaltyp: Bauliche Anlage | weitere Fotos \| Fotos hochladen |

## Quelle
- Liste der Kulturdenkmale in Schleswig-Holstein – Kreis Plön (PDF)